# Aklera
Aklera é uma cidade e um município no distrito de Jhalawar, no estado indiano de Rajastão.

## Geografia
Aklera está localizada a 24° 25′ N, 76° 34′ L. Tem uma altitude média de 309 metros (1013 pés).

## Demografia
Segundo o censo de 2001, Aklera tinha uma população de 18,167 habitantes. Os indivíduos do sexo masculino constituem 52% da população e os do sexo feminino 48%. Aklera tem uma taxa de literacia de 61%, superior à média nacional de 59.5%; com 62% para o sexo masculino e 38% para o sexo feminino. 17% da população está abaixo dos 6 anos de idade.